# IC 5071
IC 5071 је спирална галаксија у сазвјежђу Паун која се налази на листи објеката дубоког неба у Индекс каталогу.
Деклинација објекта је - 72° 38' 35" а ректасцензија 21h 1m 19,9s. Привидна величина (магнитуда) објекта IC 5071 износи 12,6 а фотографска магнитуда 13,3. Налази се на удаљености од 36,233 милиона парсека од Сунца. IC 5071 је још познат и под ознакама ESO 47-19, AM 2056-725, IRAS 20562-7250, PGC 65915.